# شارف
شارف (به عربی: الشارف) یک شهرداری در الجزایر است که در استان جلفه واقع شده‌است. شارف ۱۹٬۳۷۳ نفر جمعیت دارد.